# Indian Island (Neuseeland)

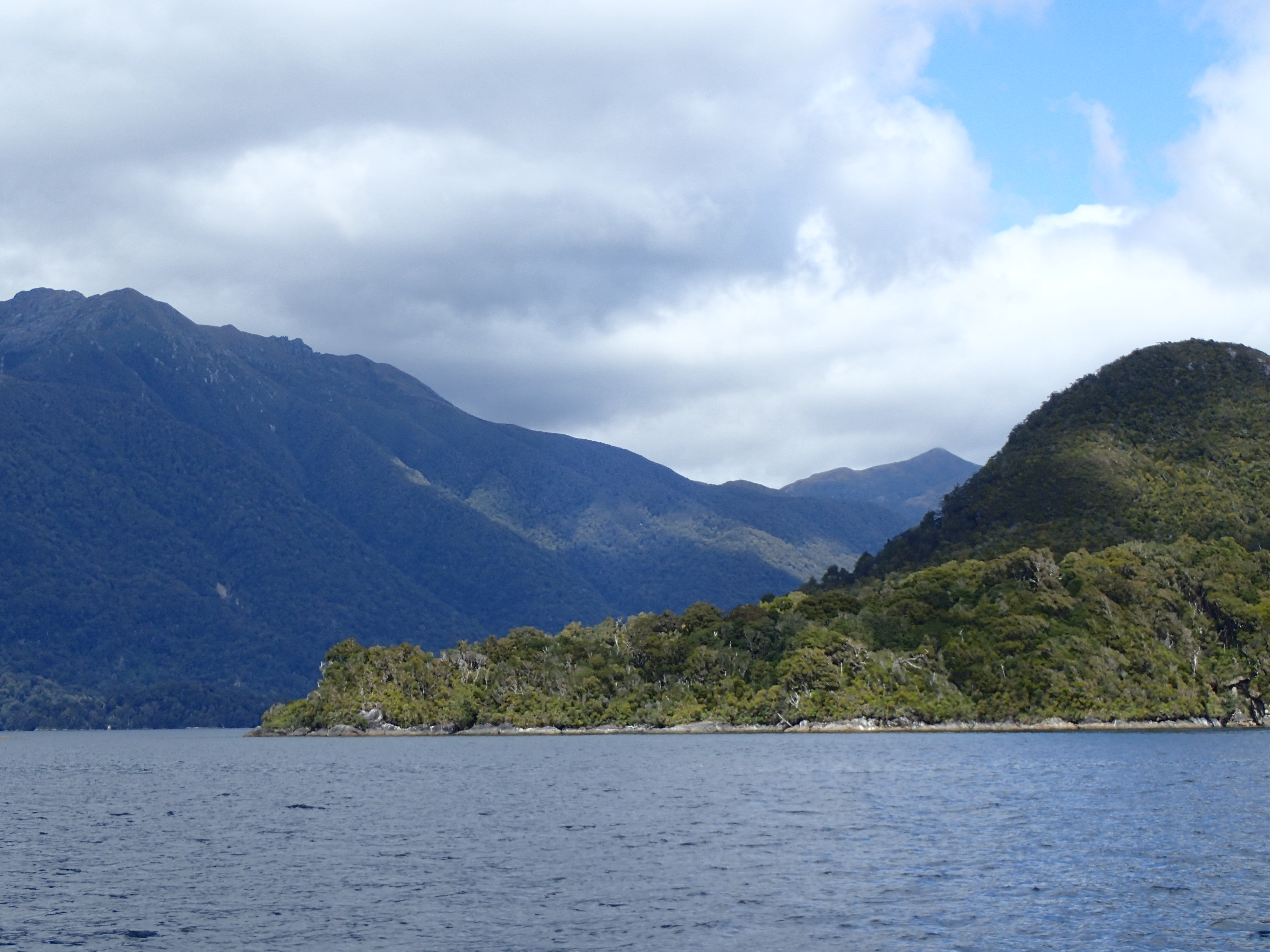
Indian Island

Indian Island ist eine Insel im Tamatea / Dusky Sound auf der Südinsel von Neuseeland.

## Geographie
Die Insel befindet sich landeinwärts im Tamatea / Dusky Sound rund 8,8 km von der Westküste und vom Eingang des Sound entfernt. Zwischen der östlich liegenden Nachbarinsel [[Long Island (Southland)|Long Island]] und Indian Island liegt eine Distanz von 750 m und neben den Two Sisters ein paar kleine Felseninsel. Südwestlich  befinden sich ebenfalls kleine Inseln, sechs an der Zahl im Ausläufer von Indian Island.
Indian Island umfasst eine Fläche von 1,69 km² und kommt auf eine Länge von 2,335 km in Westsüdwest-Ostnordost-Richtung sowie an der breitesten Stelle 1,2 km in Nordnordwest-Südsüdost-Richtung. Die höchste Erhebung befindet sich mit 196 m zentral auf der Insel. Die bergige Topologie der Insel ermöglichte die Existenz von zwei kleinen Seen, die nicht über eine Fläche von rund 1,15 ha hinauskommen.